# Brejo dos Santos
Brejo dos Santos là một đô thị thuộc bang Paraíba, Brasil. Đô thị này có diện tích 93,848 km², dân số năm 2007 là 5737 người, mật độ 61,1 người/km².